# Farinheira

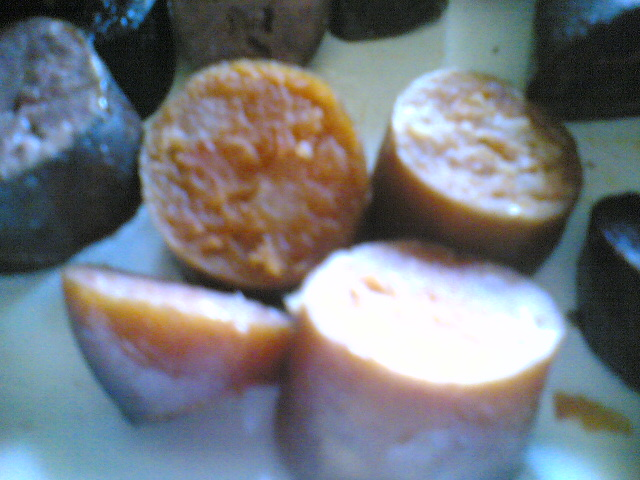
Rodelas de farinheira cozida

A farinheira é um enchido típico de Portugal. A farinheira é confeccionada com farinha, como o nome indica, com massa de pimentão, colorau, vinho e, actualmente, também com gordura de porco. Tem a particularidade de ser o único enchido cuja tripa não é completamente cheia. A cura é feita por fumo.
Pode ser servida cozida, como complemento do cozido à portuguesa ou da feijoada, frita ou assada no forno. Deve ser conservada num local fresco.

## Farinheira de Portalegre (IGP)
Desde 2007 que a "Farinheira de Portalegre" está registada como IGP (Indicação Geográfica Protegida) na União Europeia.
A área geográfica de transformação da Farinheira de Portalegre IGP está delimitada aos concelhos de Alter do Chão, Arronches, Avis, Campo Maior, Castelo de Vide, Crato, Elvas, Fronteira, Gavião, Marvão, Monforte, Nisa, Ponte de Sor, Portalegre e Sousel, todos do distrito de Portalegre.

## Farinheira de Estremoz e Borba (IGP)
Desde 2004 que a "Farinheira de Estremoz e Borba" está registada como IGP (Indicação Geográfica Protegida) na União Europeia.
A área geográfica de transformação fica delimitada aos concelhos de Alandroal, Borba, Estremoz e Vila Viçosa, todos do distrito de Évora.